# Seznam měst, obcí a městysů na pomezí Čech a Moravy
Tento seznam by měl postupem času obsahovat kompletní výčet obcí, měst a městysů, jejichž katastr zasahuje současně na historická území Čech a Moravy.
- Banín
- Batelov
- Brněnec
- město Březová nad Svitavou
- Cikháj
- Cotkytle
- Červená Voda
- Červený Potok
- městys Dolní Cerekev
- Dolní Morava
- Dvorce
- Hamry nad Sázavou
- Herálec
- Hradec nad Svitavou
- Chrastavec
- Jamné
- Javorník
- statutární město Jihlava
- Jihlávka
- městys Jimramov
- Kamenná Horka
- Karle
- Kněževes
- Koclířov
- Krásné
- Křižánky
- Kukle
- Kunžak
- Malá Morava
- Měšín
- Nedvězí (podle hranice platné před rokem 1925)
- Opatovec
- město Počátky
- Počítky
- Popelín
- městys Radiměř
- Rantířov
- Rosička
- Rychnov na Moravě
- Sázava
- Sklené
- Stojčín
- město Strmilov
- Studená
- Světnov
- město Svitavy
- město Svratka
- městys Vojnův Městec
- Vyskytná nad Jihlavou
- Vysoké
- Zahrádky
- město Žďár nad Sázavou
- Žichlínek